# Chancenverhältnis
Das Chancenverhältnis, auch relative Chance, Quotenverhältnis, Odds-Ratio (kurz OR) oder selten Kreuzproduktverhältnis genannt, ist eine statistische Maßzahl, die etwas über die Stärke eines Zusammenhangs von zwei Merkmalen aussagt. Es ist damit ein Assoziationsmaß, bei dem zwei Chancen miteinander verglichen werden. Das Chancenverhältnis ist von der Randverteilung unabhängig.

## Definition
|                     | mit Risikofaktor (F) | ohne Risikofaktor (Fc) | Randtotale              |
| ------------------- | -------------------- | ---------------------- | ----------------------- |
| erkrankt (K)        | {\displaystyle a}    | {\displaystyle b}      | {\displaystyle a+b}     |
| nicht erkrankt (Kc) | {\displaystyle c}    | {\displaystyle d}      | {\displaystyle c+d}     |
| Randtotale          | {\displaystyle a+c}  | {\displaystyle b+d}    | {\displaystyle a+b+c+d} |

Sei
{\displaystyle \mathbb {P} (K|F)=a/(a+c)=} die (geschätzte) bedingte Wahrscheinlichkeit zu erkranken, wenn der betreffende Risikofaktor vorliegt.
{\displaystyle \mathbb {P} (K|F^{c})=b/(b+d)=} die (geschätzte) bedingte Wahrscheinlichkeit zu erkranken, wenn der betreffende Risikofaktor nicht vorliegt.
Dann ist die Chance {\displaystyle R} (auch {\displaystyle \operatorname {Odds} }-Funktion genannt)
{\displaystyle R(F)=\operatorname {Odds} (F):={\frac {\mathbb {P} (K|F)}{1-\mathbb {P} (K|F)}},}
das Verhältnis der Wahrscheinlichkeit und ihrer Gegenwahrscheinlichkeit.
Das Chancenverhältnis (odds ratio, OR) ist das Verhältnis zweier Chancen berechnet:
{\displaystyle \operatorname {OR} (F:F^{c})={\frac {R(F)}{R(F^{c})}}={{\mathbb {P} (K|F) \over {1-\mathbb {P} (K|F)}} \over {\mathbb {P} (K|F^{c}) \over {1-\mathbb {P} (K|F^{c})}}}={{\mathbb {P} (K|F)\cdot (1-\mathbb {P} (K|F^{c}))} \over {\mathbb {P} (K|F^{c})\cdot (1-\mathbb {P} (K|F))}}.}

## Interpretation
Ein Chancenverhältnis von
- genau 1 bedeutet, dass es keinen Unterschied in den Chancen gibt,
- >1 bedeutet, dass die Chancen der ersten Gruppe größer sind,
- <1 bedeutet, dass die Chancen der ersten Gruppe kleiner sind.

## Anwendung
Das Chancenverhältnis wird häufig in Epidemiologie und Medizin verwendet, um zu erfahren, wie stark ein vermuteter Risikofaktor mit einer bestimmten Erkrankung zusammenhängt. Der Vorteil von Chancenverhältnissen gegenüber dem Risikoverhältnis ist, dass man es bei allen Studiendesigns anwenden kann, also sowohl bei Fall-Kontroll-Studien, als auch bei Querschnitt- und Interventionsstudien.
Typischerweise vergleicht man dabei Personen mit einem potentiellen Risikofaktor für eine Erkrankung mit Personen ohne diesen Risikofaktor bzgl. des Auftretens der Erkrankung. Die gewonnenen Daten werden in einer Kreuztabelle dargestellt, die es auch leicht macht, die Chancenverhältnisse direkt zu errechnen:
|                | mit Risikofaktor | ohne Risikofaktor |
| erkrankt       | a                | b                 |
| nicht erkrankt | c                | d                 |

Es gilt dann:
{\displaystyle \mathrm {Odds\ Ratio} ={\frac {\frac {a}{c}}{\frac {b}{d}}}={\frac {a\cdot d}{b\cdot c}}}
Das Chancenverhältnis ist ein Maß dafür, um wie viel größer die Chance in der Gruppe mit Risikofaktor ist, zu erkranken (im Sinne einer Quote), verglichen mit der Chance in der Gruppe ohne Risikofaktor.
Das Chancenverhältnis nimmt Werte zwischen 0 und ∞ an. Ein Wert von 1 bedeutet ein gleiches Chancenverhältnis.

## Ein Beispiel mit fiktiven Daten
Angenommen, man möchte den Zusammenhang zwischen dem Auftreten von Herzinfarkten und Rauchen untersuchen.
Man beobachtet 10.000 Patienten und stellt fest, ob sie rauchen oder nicht und ob sie schon einmal einen Herzinfarkt erlitten haben.
Es ergibt sich folgende Kreuztabelle:
|                  | die rauchen | die nicht rauchen |
| mit Herzinfarkt  | 0130        | 0070              |
| ohne Herzinfarkt | 1870        | 7930              |

Von 2000 Personen, die rauchen, haben also 130 einen Herzinfarkt erlitten.
Es ergibt sich das Chancenverhältnis
{\displaystyle \mathrm {Odds\ Ratio} ={\frac {130\cdot 7930}{70\cdot 1870}}\approx 7{,}88}
Das heißt, die Chance, einen Herzinfarkt zu erleiden, ist unter Rauchern fast 8-mal so hoch wie unter Nichtrauchern. Es muss an dieser Stelle jedoch auf den mathematischen Unterschied zwischen Chance und Risiko hingewiesen werden. Aufgrund der besseren Interpretierbarkeit sollte falls möglich das relative Risiko (s. u.) statt der Odds Ratio angegeben werden.

## Unterschied zum relativen Risiko
Anders als das relative Risiko bezieht sich das Chancenverhältnis auf Quoten und nicht auf Wahrscheinlichkeiten.
Folgendes Beispiel soll den Unterschied zwischen Chancenverhältnis und relativem Risiko erläutern:
| Geschlecht | ja | nein |
| ---------- | -- | ---- |
| weiblich   | 40 | 143  |
| männlich   | 10 | 101  |

Die Depression mit den Kategorien „ja“ und „nein“ ist die Risikovariable, das Geschlecht mit den Kategorien „weiblich“ und „männlich“ die unabhängige (ursächliche) Variable.
Bei den Frauen beträgt die Prävalenz {\displaystyle 40:(40+143)=0{,}219\,}
Bei den Männern beträgt die Prävalenz {\displaystyle 10:(10+101)=0{,}09\,}
Das relative Risiko ist der Quotient aus den Prävalenzen {\displaystyle 0{,}219:0{,}090=2{,}43\,}
Das Chancenverhältnis hingegen berechnet man folgendermaßen:
Bei den Frauen beträgt die „Quote“  {\displaystyle 40:143=1:3{,}58=0{,}280\,}
Bei den Männern beträgt die „Quote“  {\displaystyle 10:101=1:10{,}1=0{,}099\,}
Das Chancenverhältnis ist der Quotient aus den „Quoten“  {\displaystyle 0{,}280:0{,}099=2{,}83\,}.
Oder einfacher:  {\displaystyle (40\cdot 101):(143\cdot 10)=2{,}83\,}.

## Berechnung des Vertrauensbereichs
KIOR=[{\displaystyle e}ln(OR) - {\displaystyle z} {\displaystyle \cdot } Standardfehler der OR; {\displaystyle e}ln(OR) + {\displaystyle z} {\displaystyle \cdot } Standardfehler der OR]
Der Standardfehler des Chancenverhältnisses berechnet sich, indem man aus der Summe der Brüche {\displaystyle {\sqrt {1/a+1/b+1/c+1/d}}} die Wurzel zieht. Die lateinischen Buchstaben stehen hierbei für die Felder der Vierfeldertafel.

## Assoziationsmaße nach Yule
Weitere Maße sind Yules Q und Yules Y (1912), die George Udny Yule um 1900 veröffentlichte.
Das vorgeschlagene Assoziationsmaß {\displaystyle Q} (Yules {\displaystyle Q}) lässt sich als eine Transformation des Chancenverhältnis darstellen ({\displaystyle Q=(OR-1)/(OR+1)}), durch die das Chancenverhältnis auf das Intervall zwischen {\displaystyle -1} und {\displaystyle +1} normiert wird, wobei {\displaystyle Q=0}, wenn beide Variablen statistisch voneinander unabhängig sind.
Yules Y berechnet sich so:
{\displaystyle Y=({\sqrt {OR}}-1)/({\sqrt {OR}}+1)}.